# あだちとか
あだちとかは、日本の漫画家。キャラクター画担当の安達（あだち、12月14日山形県村山市生まれ）と、背景画担当の渡嘉敷（とかしき、11月28日沖縄県那覇市生まれ）からなる女性2人組。代表作は『ノラガミ』。

## 経歴
加藤元浩、高倉みどり、志水アキらのアシスタントを務めた後、『月刊少年マガジン』連載の『アライブ-最終進化的少年-』（原作：河島正）でデビュー。

## 作品リスト
- 『アライブ-最終進化的少年-』講談社〈KCGM〉全21巻（原作：河島正、『月刊少年マガジン』2003年5月号 - 2010年3月号） - 一時アニメ化が計画された[1]。
  - （新装版）講談社〈KCGM〉全7巻
- 『ノラガミ』講談社〈KCGM〉全27巻（『月刊少年マガジン』2011年1月号[2] - 2024年2月号[3]） - 2014年1月よりTVアニメ化。
  - （新装版）講談社〈KCデラックス〉既刊14巻（2025年7月16日現在）
- 青春月刊少年マガジン〜あだちとか、駆け出す！〜（『月刊少年マガジン』2025年7月号[4]）